# Thomas F. Healy

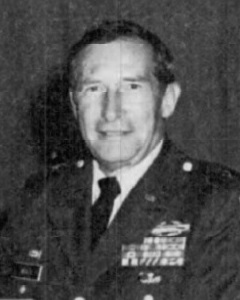
Thomas F. Healy

Thomas Francis Healy Jr. (* 18. September 1931 in Cambridge, bei Boston, Massachusetts; † 9. Dezember 2004 in Fredericksburg, Virginia) war ein Generalleutnant der United States Army. Er war unter anderem Kommandeur der 1. Panzerdivision.
Thomas Healy besuchte bis 1949 die Holyoke High School im westlichen Teil des Staates Massachusetts. Danach war er für ein Jahr an der University of Massachusetts Amherst eingeschrieben. Er erlernte unter anderem die deutsche Sprache, die er danach sehr gut beherrschte. In den Jahren 1950 bis 1954 durchlief er die United States Military Academy in West Point. Nach seiner Graduation wurde er als Leutnant den Panzereinheiten zugeteilt. In der Armee durchlief er anschließend alle Offiziersränge vom Leutnant bis zum Drei-Sterne-General.
Im Lauf seiner militärischen Karriere absolvierte Healy verschiedene Kurse und Schulungen. Dazu gehörten unter anderem das United States Army War College, das Command and General Staff College und das Joint Forces Staff College. Zudem erhielt er akademische Grade von der Universität Heidelberg und der Columbia University.
In seinen jüngeren Jahren absolvierte er den für Offiziere in den niederen Rangstufen üblichen Dienst in verschiedenen Einheiten und Standorten. Dazu gehörten auch Aufgaben als Stabsoffizier in verschiedenen Hauptquartieren darunter auch im Pentagon. Er war zwei Mal als Dozent an der Militärakademie in West Point tätig, wo er unter anderem die deutsche Sprache lehrte. Später war er dort auch als taktischer Offizier tätig.
In den 1960er Jahren war er zwei Mal im Vietnamkrieg eingesetzt. Bei seinem ersten dortigen Einsatz war er zunächst Stabsoffizier bzw. Verbindungsoffizier bei den südvietnamesischen Streitkräften und dann Stabsoffizier im 3. Bataillon des 4. Kavallerieregiments (Panzer). Bei seinem zweiten Vietnameinsatz kommandierte er ein Hubschrauber-Bataillon. Später gehörte er dem Stab des dortigen amerikanischen Hauptquartiers (Military Assistance Command, Vietnam) an.
In den folgenden Jahren setzte Healy seine militärische Laufbahn fort. Er war unter anderem Stabsoffizier im Heeresministerium und bei der NATO in Brüssel. Er kommandierte die 3. Brigade der 1. Panzerdivision und war zwischenzeitlich in Heidelberg bei USAREUR stationiert, wo er die Stabsabteilung G1 (Personal) leitete. Damals wurden er und seine Frau bei einem Autounfall schwer verletzt.
Im November 1981 übernahm Healy als Nachfolger von John C. Faith das Kommando über die in Ansbach ansässige 1. Panzerdivision. Diesen Posten bekleidete er bis Oktober 1983 als Crosbie E. Saint seine Nachfolge antrat. Zwischen dem 26. Oktober 1983 und dem 19. Juni 1985 war Healy Leiter des Army War Colleges in Carlisle in Pennsylvania. Es folgte eine Versetzung nach Neapel in Italien, wo er bis 1986 Stabschef beim dortigen Hauptquartier der alliierten Streitkräfte für Südeuropa war. Anschließend schied er aus dem aktiven Militärdienst aus.
Der mit Gloria (Dordie) Fields verheiratete Offizier starb am 9. Dezember 2004 und wurde auf dem amerikanischen Nationalfriedhof Arlington beigesetzt.

## Orden und Auszeichnungen
Thomas Healy erhielt im Lauf seiner militärischen Laufbahn unter anderem folgende Auszeichnungen:
- Defense Distinguished Service Medal
- Army Distinguished Service Medal
- Silver Star
- Legion of Merit
- Bronze Star Medal
- Air Medal
- Army Commendation Medal